# Gadus
A Gadus a csontos halak (Osteichthyes) főosztályának a sugarasúszójú halak (Actinopterygii) osztályába, ezen belül a tőkehalalakúak (Gadiformes) rendjébe és a tőkehalfélék (Gadidae) családjába tartozó nem.

## Rendszerezés
A nembe az alábbi 3 faj tartozik:
- Gadus macrocephalus Tilesius, 1810
- atlanti tőkehal (Gadus morhua) Linnaeus, 1758 - típusfaj
- grönlandi tőkehal (Gadus ogac) Richardson, 1836